# Valle Florido, San Luis Potosí
Valle Florido är en ort i Mexiko.   Den ligger i kommunen Rioverde och delstaten San Luis Potosí, i den centrala delen av landet, 270 km norr om huvudstaden Mexico City. Valle Florido ligger 912 meter över havet och antalet invånare är 162.
Terrängen runt Valle Florido är kuperad söderut, men norrut är den platt. Runt Valle Florido är det ganska glesbefolkat, med 24 invånare per kvadratkilometer. Närmaste större samhälle är Río Verde, 17,7 km norr om Valle Florido. I omgivningarna runt Valle Florido växer huvudsakligen savannskog.